# Вараз Самуелијан
Вараздат Самуелијан (јерм. Վարազդատ Սամվելի Սամվելյան), познат као Вараз Самуелијан (јерм. Վարազ Սամվելյան; Јереван, 1917 — Фрезно, Калифорнија, 7. новембар 1995), био је јерменско-амерички књижевник, сликар и вајар.

## Биографија
Вараз Самуелијан је рођен 1917. године у Јеревану, главном граду Јерменије од родитеља који су преживели јерменски геноцид. Као млад, Вараз је отпутовао у Француску и стационирао се у Паризу, где је студирао са познатим сликарима попут Отона Фриза, Андреа Лота и Фернана Лежеа. Током Другог светског рата био је немачки ратни заробљеник.
Самуелијан се 1946. године преселио у Калифорнију. Када је стигао у Калифорнију, отишао је у Берлингејм, како би био ближе брату. Током овог периода почео је да слика и касније претворио свој сликарски хоби у сликарски посао, тако да се, због свог успеха на пољу сликарства, преселио у Белмонт, Калифорнија, где је и упознао своју супругу Ен.
Током свог живота, Вараз је створио на хиљаде уметничких дела, укључујући и монументалну статуу јерменске фолклорне легенде, Давида од Сасуна, која се данас налази испред Окружног суда у Фрезну. Такође је познат и по бронзаној бисти Вилијама Саројана која се налази на улазу у Конгресни центар Фрезно.
Поред сликарства и вајарства, Самуелијан се бавио и писањем, тако да је написао неколико књига, укључујући и једну о његовом односу са Вилијамом Саројаном која носи назив Вили и ја.
Умро је 7. новембра 1995. године у Фрезну, у доби од 78. година.

## Наслеђе
Вилијам Саројан је 1965. године написао кратак роман који је посветио Самуелијану, а који носи назив Ко је Вараз.
Дана 1. септембра 2010. године у његову част је отворен Културни центар Вараз Самуелијан у арктичком селу у провинцији Ширак. Зграда има 6.000 km² и служи као културни ресурсни центар за село, а центар се састоји од галерије, сале и рачунарске просторије.